# Tweeogige bloedzuiger
De tweeogige bloedzuiger (Helobdella stagnalis) is een bloedzuiger behorend tot de familie Glossiphoniidae. Hij voedt zich door te zuigen aan met name ringwormen, insectenlarven, vlokreeftjes en zoetwaterpissebedden. Hij komt zeer algemeen voor in voedselrijk, stilstaand water. 

## Kenmerken
Helobdella stagnalis heeft een grijze kleur en twee ogen die dicht bij elkaar staan. Het lichaam is 1,2 cm lang en heeft als kenmerkend kenmerk een kleine, stevige, lichte of donkere hoornplaat in het midden van het voorste kwart van de rug. In tegenstelling tot de brede bloedzuiger heeft hij geen langsrichels of wratten.

## Taxonomie
De soort werd in 1758 door Carl Linnaeus beschreven als Hirudo stagnalis. Later is het over geheveld naar het geslacht Helobdella.

## Verspreiding
Deze bloedzuiger heeft een kosmopolitische verspreiding.

## Levenswijze
De tweeogige bloedzuiger voedt zich voornamelijk met borstelwormen, vooral van het geslacht Tubifex en insectenlarven zoals muggenlarven (Chironomus), maar ook met vlokreeftjes, zoetwaterpissebed (Asellus aquaticus) en verschillende waterslakken. In vergelijking met de brede bloedzuiger (Glossiphonia complanata) eet de tweeogige bloedzuiger meer muggenlarven en minder slakken en pissebedden. De prooidieren worden meestal helemaal uitgezogen, waardoor de tweeogige bloedzuiger eerder als roofdier en niet als parasiet wordt aangemerkt.

## Ontwikkelingscyclus
Zoals alle bloedzuigers is ook de tweeogige bloedzuiger een hermafrodiet. Onderlinge paring vindt plaats in het voorjaar. Een paar dagen later produceert elk van de twee partners 3 tot 5 eierzakjes, met verschillende dooierrijke eieren met een doorzichtige schaal eromheen. De moeder bevestigt de cocons aan haar buik en draagt ze rond. Wanneer de moeder in contact komt met potentiële roofdieren van de eieren, wikkelt de moeder haar lichaam helemaal rond het broed en vormt zo een tijdelijke broedholte. Na het uitkomen hechten de larven zich aan het achterlijf van de moeder. Een paar dagen later krijgen de juvenielen, die nu ongeveer 1 mm lang zijn, de vorm van een bloedzuiger. Daarna kunnen de ongeveer 10 tot 20 jonge bloedzuigers ongeveer 3 tot 4 weken door de moeder worden rondgedragen, aan wiens buik ze zich met hun achterste zuignap hechten. De moeder grijpt de prooi door deze op te rollen in haar voorlichaam, waardoor haar jong haar slurf in het slachtoffer kan graven en kan delen in de maaltijd. Soms geeft ze ook een gevangen tubifex aan haar jongen en waaiert ze zuurstofrijk water uit terwijl ze het slachtoffer zuigen. De jongelingen verlaten de moeder wanneer ze ongeveer een derde van haar lichaamslengte hebben bereikt. Eerst gaan ze samen, later individueel op jacht naar een prooi.